# Frida Wallberg
Frida Wallberg (* 28. April 1983 in Åtvidaberg) ist eine schwedische Boxerin. Sie wurde 2001 Weltmeisterin der Amateurboxerinnen und 2010 des Profiboxverbandes WBC.

## Werdegang

### Amateurbereich
Frida Wallberg mit dem Spitznamen „Golden Girl“ begann in ihrer Heimatstadt Åtvidaberg im Alter von 13 Jahren mit dem Boxen. Sie ist damit zusammen mit Åsa Sandell und Anna Laurell eine der Pionierinnen des Frauenboxens in Schweden. Bereits mit 15 Jahren wurde sie 1998 schwedische Meisterin bei den Seniorinnen im Halbweltergewicht (damals bis 63,5 kg Körpergewicht). Im Laufe ihrer Karriere wurde sie bis zum Jahre 2003 dann noch weitere fünfmal schwedische Meisterin.
Im März 1999 begann auch ihre internationale Karriere als Amateurboxerin. Sie startete am 24. März 1999 in Greater Sudbury in einem Länderkampf gegen Kanada und unterlag der älteren und weitaus erfahreneren Jaime Clampitt knapp nach Punkten. Am 27. März 1999 besiegte sie in Toronto im Rahmen eines weiteren Länderkampfes Tanja Robertsson nach Punkten. Zur damaligen Zeit waren internationale Boxturniere für Frauen noch eine Seltenheit. Eines dieser Turniere fand im Mai 1999 in Turku/Finnland statt, der sog. „Feenix-Cup“. Frida Wallberg siegte dort im Halbwelter über Jaime Clampitt (10:6) nach Punkten, womit ihr die Revanche für die Niederlage beim Länderkampf in Sudbury gelang. Im Finale dieses Turnieres besiegte sie dann auch noch Anna Guiterrez aus den Vereinigten Staaten nach Punkten (12:6) und wurde damit Turniersiegerin.
Im Jahre 2000 wurde Frida Wallberg in Uppsala mit einem Abbruchsieg i.d. 1. Runde im Finale über Bettina Hansen aus Norwegen nordische Meisterin im Halbweltergewicht. Im gleichen Jahr siegte sie dann auch in Mâcon beim 2. Womens European Cup, einem Vorläuferwettbewerb der Europameisterschaften in der gleichen Gewichtsklasse mit Punktsiegen über Ildiko Bado, Ungarn (8:1), Myriam Lamare, Frankreich (4:3) und Lilija Tscharapowa, Russland (7:3). Im April 2001 fanden in Saint-Amand-les-Eaux die ersten Europameisterschaften der Frauen statt. Frida Wallberg traf dort im Viertelfinale auf Myriam Lamare und unterlag dieser nach Punkten (6:10), womit sie nur auf den 5. Platz kam. Beim Feenix-Turnier im Oktober 2001 in Turku traf sie im Halbfinale erneut auf Myriam Lamare und unterlag dieser wieder nach Punkten. Bei den 2. Weltmeisterschaften der Frauen im Dezember 2001 in Scranton/USA besiegte sie dann im Halbweltergewicht Terhi Luhka, Finnland (16:1), Joy Liu, USA (15:3), Christina Cerpi, Italien (12:8) und im Finale Myrian Lamare (12:10) und wurde damit mit 18 Jahren Weltmeisterin.
Außer zwei schwedischen Meistertiteln, die sie noch in den Jahren 2002 und 2003 gewann, war dies ihr letzter Erfolg im Amateurbereich. Insgesamt bestritt sie als Amateurboxerin 53 Kämpfe, von denen sie 48 gewann.

### Profibereich
Frida Wallberg bestritt ihren ersten Profikampf am 6. Februar 2004 im Falconer Centrum in Kopenhagen und siegte dort im Super-Federgewicht über Maribel Santana aus der Dominikanischen Republik, die in der Pause zur 2. Runde wegen einer schweren Augenbrauenverletzung aufgeben musste. Am 13. März 2004 landete sie in den Brondby-Hallen in Kopenhagen einen klaren Punktsieg über Wiktoria Oleinik aus der Ukraine. Am 3. April 2004 siegte sie im SAS Radisson in Aarhus/Dänemark über die US-Amerikaner Sharon Gaines klar nach Punkten. Ein klarer Punktsieg gelang ihr auch in ihrem vierten Kampf, den sie am 12. November 2004 in den Brondby-Hallen bestritt. Sie schlug dort die Bulgarin Stojanka Krastewa.
Am 17. Juni 2005 bestritt sie im SAS Radisson in Aarhus gegen die Kenianerin Fatuma Zarika einen Kampf um den vakanten WIBF Intercontinental Super-Federgewichts-Titel. In dem über zehn Runden gehenden Kampf gewann sie acht Runden und gewann mit diesem klaren Punktsieg ihren ersten internationalen Titel bei den Profiboxern.
Nach diesem Sieg konnte sie aus verschiedenen Gründen, u. a. wurde sie am 20. März 2007 Mutter ihrer Tochter Nellie, mehrere Jahre lang keine Kämpfe bestreiten. Ein geplantes Comeback musste immer wieder verschoben werden. Dieses Comeback fand dann am 17. September 2010 in Valencia/Spanien statt. Sie besiegte dort die Rumänin Irina Boldea durch Aufgabe in der 4. Runde. Am 24. September 2010 boxte sie als Profiboxerin erstmals in Schweden. Im Sundstra Idrottshus in Karlstad siegte sie über Nicole Boss aus der Schweiz über sechs Runden klar nach Punkten. Am 27. November 2010 erhielt sie die Chance im Johanneshov in Stockholm gegen Olivia Gerula aus Kanada um den WBC Frauen Super-Federgewichts-Titel zu kämpfen. Ihr gelang dabei nach acht Runden ein Punktsieg, womit sie neue Weltmeisterin dieses Verbandes wurde.
Frida Wallberg wird von Tobias Askeloew trainiert. Ihre Manager waren bzw. sind Wally Munteanu und Bettina Palle.

## Persönliches
Frida ist die Ehefrau von Toni Taraba und Mutter von Nellie Taraba Wallberg, einer professionellen Tennisspielerin.